# Lee Min-woo
Lee Min-woo (hangul: 이민우; hanja: 李玟雨; Namwon, Jeolla del Norte, 28 de julio de 1979), también conocido como M, es un cantante y actor surcoreano, conocido por ser miembro del grupo masculino surcoreano Shinhwa.

## Biografía
Tiene una hermana Lee Young-mi y un hermano Lee Min-seok.
Salió con la presentadora y actriz Lee Yoon-ji conocida como "Amy", sin embargo la relación no terminó bien.
También salió con la cantante surcoreana Seo Ji-young, y más tarde con la actriz y modelo surcoreana Shin Ae, pero ambas relaciones terminaron.
En julio del 2015 comenzó a salir con la modelo surcoreana Go So Hyun, pero la relación terminó en diciembre del mismo año.

## Carrera
En 1998 debutó con el grupo musical Shinhwa junto a Eric Mun, Kim Dong-wan, Shin Hye-Sung, Jun Jin y Andy Lee. 
En 2011, se unió a la compañía coreana "Shinhwa Company", en donde es el co-CEO junto a su compañero Eric Mun. Un año más tarde, en noviembre, firmó con la compañía "LiveWorks Company", la cual lleva sus actividades en solitario fuera del grupo Shinhwa.
En agosto del 2013 apareció por primera vez en el programa de televisión surcoreano Running Man (también conocido como "Leonning maen") donde formó equipo con sus compañeros de Shinhwa. El 1 de marzo de 2015 el grupo apareció nuevamente en el programa durante el episodio no.236.
En el 2016 se unió al elenco principal de la octava temporada del programa de espectáculo de variedades Celebrity Bromance donde participó junto al cantante Jungkook del grupo "BTS", con quien formó una amistad.
A finales de febrero del 2018 se anunció que se uniría como miembro del programa de comida Will They Eat It In The Native Country? junto a  Yeo Jin-goo y Hong Seo-cCheon.
Ese mismo año se unirá como miembro del programa Law of the Jungle in Sabah junto a Eric Mun y Andy.

## Filmografía

### Apariciones en programas

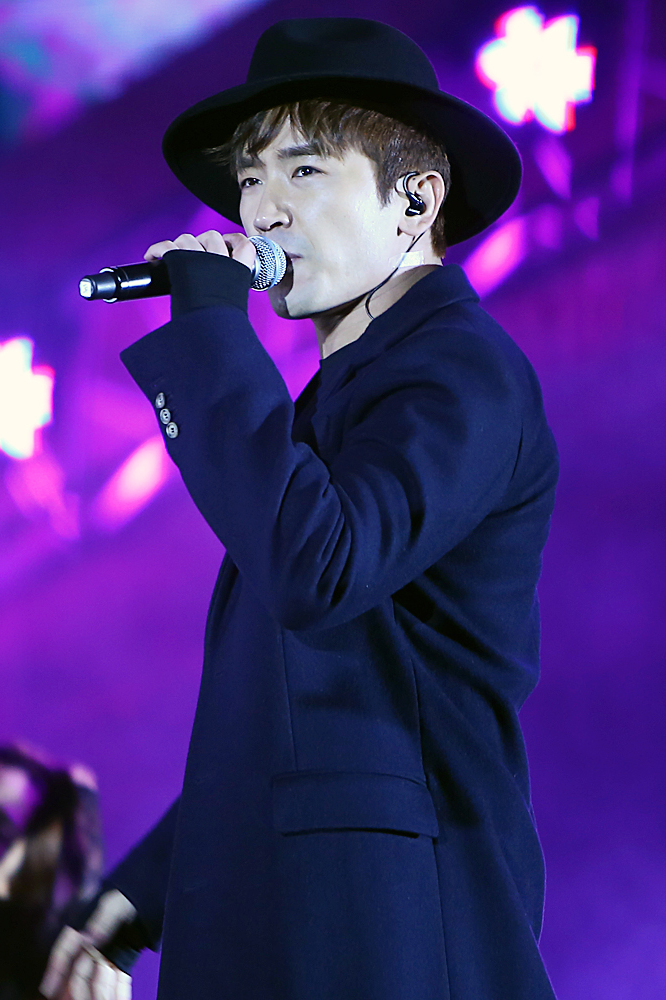
Lee Min-woo en el 2014.

| Año                    | Programa                                | Notas                                                             |
| ---------------------- | --------------------------------------- | ----------------------------------------------------------------- |
| 2019                   | Deok Hwa TV 2 – Deok Hwa’s Coffee House | (ep. #1) - invitado                                               |
| 2018                   | 2 Days & 1 Night                        | invitado - junto a Shinhwa                                        |
| 2018                   | Law of the Jungle in Sabah              | (ep. #330-333) - miembro - junto a Eric Mun y Andy                |
| 2018                   | City Fisherman                          | junto a Eric Mun y Shin Hye-sung                                  |
| 2018                   | Will They Eat It In The Native Country? | miembro                                                           |
| 2018                   | Idol Room                               | invitado - junto a Shinhwa                                        |
| 2017                   | Three Meals a Day                       | invitado - junto a Andy Lee                                       |
| 2017                   | Weekly Idol                             | invitado - junto a Shinhwa                                        |
| 2017                   | Shinhwa 18th                            | miembro - junto a Shinhwa                                         |
| 2004, 2005, 2013, 2017 | Happy Together                          | 7 episodios - (Ep. #151, 164, 299, 319, 481 y 516-517) - invitado |
| 2016                   | Celebrity Bromance                      | episodios del #35 al #39 - junto a Jungkook                       |
| 2016                   | King of Mask Singer                     | concursó como "Sanchoman of Passion Carbonara", (ep. 53-54)       |
| 2015 2013              | Running Man                             | episodio #236 episodios #160-161                                  |
| 2015                   | Healing Camp                            | Ep. #172 - invitado - junto a Shinhwa                             |
| 2015, 2017             | Yoo Hee Yeol's Sketchbook               | 2 episodios - (Ep. # 264 y 349) - invitado - junto a Shinhwa      |
| 2012, 2013, 2014, 2015 | Hello Counselor                         | 4 episodios - (Ep. #73, 123, 163, 214) - invitado                 |
| 2014                   | Law of the Jungle in Brazil             | episodios #108-112                                                |
| 2012 - 2014            | Shinhwa Broadcast                       | 70 episodios - miembro - junto a Shinhwa                          |
| 2008, 2014             | Radio Star                              | 3 episodios - (Ep. #43-44 y 366) - invitado                       |
| 2013                   | Cool Kiz on the Block                   | ep. #11 - invitado - junto a Shinhwa                              |
| 2013                   | Baek Ji Yeon's People Inside            | invitado - junto a Shinhwa                                        |
| 2013                   | Saturday Night Live Korea               | Ep. #44 - invitado - junto a Shinhwa                              |
| 2012                   | Invincible Youth 2                      | ep. #20 - invitado - junto a Shinhwa                              |
| 2006, 2008, 2009       | Infinite Challenge                      | 2 episodios - (Ep. #11-12, 114 y 177) - invitado                  |
| 2004 - 2005            | Love Letter                             | 14 episodios - concursante - junto a Shinhwa                      |

### Series de televisión
| Año  | Título    | Personaje | Notas |
| ---- | --------- | --------- | ----- |
| 2005 | Nonstop 5 | -         | -     |

### Películas
| Año  | Título           | Personaje | Notas                   |
| ---- | ---------------- | --------- | ----------------------- |
| 2006 | WonTak's Angel   | -         | -                       |
| 2002 | Emergency Act 19 | Él Mismo  | (cameo junto a Shinhwa) |